# プログレスマインド

株式会社プログレスマインド（ProgressMind Co.,LTD）は、東京都港区に本社を置く投資顧問会社である。

## 概要
オンラインでの配信を主とした投資助言業務を行っている業者である。代表取締役社長は山本一也、分析者・助言者は山本一也もしくは各サービス担当者が行なっている。2007年1月山形県にて設立し、2009年東京都に移転している。
主に為替（FX）、株式、日経225先物などの、投資助言配信業務とファンド運用業務等、金融商品全般を取り扱っている。
為替部門、日経225先物部門、日経225オプション部門、株式部門、CFD部門、金取引部門、商品先物部門、情報提供部門など8種類以上のサービスがある。すべて会員制で提供している。

## 事業内容
1.投資関連分野の情報配信・教育サービス

2.投資関連全般のコンサルティング

3.自動売買システムの企画・作成・運用

## 免許・登録
- 財務省関東財務局長（金商）第2327号
- 金融商品取引法第63条適格機関投資家等特例業務届出・受理済
- 一般社団法人日本投資顧問業協会会員/会員番号 012-02462

## 行政処分
平成27年6月16日に証券取引等監視委員会より、「当社の業務運営に関し、投資者保護上問題が認められる状況」であるとして行政処分を求める勧告が行われた。これを受けて関東財務局は、平成27年6月23日、金融商品取引法第51条に規定する「業務の運営に関し、公益又は投資者保護のため必要かつ適当であると認めるとき」に該当するものと認められるとして、同社に対して8項目の業務改善命令を行った。